# Concilio de Roma (769)
El año 769 el Papa Esteban III convocó un concilio en Roma que estuvo compuesto por doce Obispos de Francia, de otros muchos de Toscana, de Campania y del resto de Italia. 
En él se condenó a una penitencia perpetua al falso Papa Constantino. Se quemaron las Actas del Concilio que había confirmado su elección y se hizo un Decreto sobre la elección del Papa con prohibición de turbarla. Se ordenó, que las reliquias y las imágenes de los Santos se honrarían según la antigua tradición. Este concilio hizo un decreto prohibiendo con pena de anatema el promover al obispado a ningún seglar o clérigo que no hubiese llegado por grados al orden de diácono o de cardenal presbítero.